# Ernst Theodor Gaupp
Ernst Theodor Gaupp (ur. 31 maja 1796 r. w Rudnej; zm. 10 czerwca 1859 r. we Wrocławiu) – niemiecki prawnik; nauczyciel akademicki związany z Uniwersytetem Wrocławskim.

## Życiorys
Urodził się w 1796 roku w Rudnej koło Lubina. Uczęszczał do gimnazjum ewangelickiego w Głogowie, a następnie Akademii Rycerskiej w Legnicy. W czasie wojen napoleońskich służył w armii pruskiej, zostając oficerem. Po pokoju w Tylży oraz utworzeniu w 1810 roku Uniwersytetu Wrocławskiego z połączenia wrocławskiej Akademii Leopodyńskiej z frankfurcką Viadriną podjął studia prawnicze na tej uczelni. Studiował także na Friedrich-Wilhelms-Universität w Berlinie oraz Georg-August-Universität w Getyndze.
Zawodowo związał się z Uniwersytetem Wrocławskim, gdzie w 1820 roku otrzymał tytuł privatdozenta, a rok później profesora nadzwyczajnego, zaś w 1829 roku profesora zwyczajnego. W roku akademickim 1840/1841 piastował urząd rektora Uniwersytetu Wrocławskiego. W 1832 roku został członkiem Sądu Okręgowego we Wrocławiu. Zmarł kilka dni po swoich 63. urodzinach w 1859 roku we Wrocławiu.

## Prace
- Über deutsche Städtegründung, Stadtverfassung und Weichbild im Mittelalter, Jena 1824.
- Das alte magdeburgische und hallische Recht, Breslau 1826.
- Das schlesische Landrecht, Leipzig 1828.
- Miszellen (Abhandlungen und Schriften verschiedenen Inhalts) des deutschen Rechts, Breslau 1830.
- Lex Frisionum, Breslau 1832.
- Das alte Gesetz der Thüringer, Breslau 1834.
- Recht und Verfassung der alten Sachsen, Breslau 1837.
- Die germanischen Ansiedelungen und Landteilungen in den Provinzen des römischen Westreichs, Breslau 1844.
- Über die Zukunft des deutschen Rechts, Breslau 1847.
- Das deutsche Volkstum in den Stammländern der preußischen Monarchie, Breslau 1849.
- Deutsche Stadtrechte des Mittelalters, mit rechtsgeschichtlichen Erläuterungen, Breslau 1851–52, 2 tomy.
- Über die Bildung der Ersten Kammer in Preußen etc, Breslau 1852.
- Germanistische Abhandlungen, Mannheim 1853.
- Lex Francorum Chamavorum, Breslau 1855.
- Von Femgerichten, Breslau 1857.